# Plebiscyt
Plebiscyt (łac. plebiscitum – decyzja ludu) – forma rozstrzygnięcia poprzez głosowanie obywateli.
Wyróżnia się:
- plebiscyt terytorialny to głosowanie mieszkańców danego terytorium w celu wypowiedzenia się w sprawie jego przynależności państwowej lub utworzeniu nowego państwa;
- plebiscyt personalny będący formą wyrażenia aprobaty lub dezaprobaty dla określonej osoby sprawującej władzę.